# Kinley
Kinley — це марка газованої води, що належить компанії Coca-Cola, продаються у багатьох великих європейських та азійських країнах. Доступні різні фруктові аромати.
Бренд Kinley використовується компанією Coca-Cola для двох видів напоїв:
- Упакована пляшка води

- Газована вода з широким вибором варіантів: тонік, гіркий лимон, імбирний ель та ароматизовані фрукти. Випускаються в Австрії, Бангладеш, Бельгії, Болгарії, Чехії, Данії, Сальвадорі, Німеччині, Угорщині, Індії, Ізраїлі, Італії, Литві, Люксембурзі, Мальдівських островах, Молдові, Непалі, Нідерландах, Норвегії, Польщі, Румунії, Словаччині, Швеції, Швейцарії та Замбії.[1]

## Ароматизатори
- Яблуко
- Сода
- Гіркий грейпфрут
- Гіркий лимон
- Апельсин
- Тонізуюча вода
- Ванільний крем
- Імбирний ель
- Малина

## Виноски
1. ↑  The Coca-Cola Virtual Vender [Архівовано 2010-01-05 у Wayback Machine.]